# Френч (тауншип, Миннесота)
Френч (англ. French) — тауншип в округе Сент-Луис, Миннесота, США. На 2000 год его население составило 354 человека.

## География
По данным Бюро переписи населения США площадь тауншипа составляет 96,7 км², из которых 86,0 км² занимает суша, а 10,7 км² — вода (11,04 %).

## Демография
По данным переписи населения 2000 года здесь находились 354 человека, 146 домохозяйств и 117 семей.  Плотность населения —  4,1 чел./км².  На территории тауншипа расположено 286 построек со средней плотностью 3,3 построек на один квадратный километр. Расовый состав населения: 99,72 % белых и 0,28 % приходится на две или более других рас.
Из 146 домохозяйств в 25,3 % воспитывались дети до 18 лет, в 74,0 % проживали супружеские пары, в 3,4 % проживали незамужние женщины и в 19,2 % домохозяйств проживали несемейные люди. 16,4 % домохозяйств состояли из одного человека, при том 6,2 % из — одиноких пожилых людей старше 65 лет. Средний размер домохозяйства — 2,42, а семьи — 2,66 человека.
19,2 % населения — младше 18 лет, 4,8 % — в возрасте от 18 до 24 лет, 23,2 % — от 25 до 44, 34,2 % — от 45 до 64, и 18,6 % — старше 65 лет. Средний возраст — 47 лет. На каждые 100 женщин приходилось 103,4 мужчин.  На каждые 100 женщин старше 18 приходилось 110,3 мужчин.
Средний годовой доход домохозяйства составлял 49 583 доллара, а средний годовой доход семьи —  58 125 долларов. Средний доход мужчин —  45 781  доллар, в то время как у женщин — 35 625. Доход на душу населения составил 23 856 долларов. За чертой бедности находились 2,0 % семей и 3,7 % всего населения тауншипа, из которых 11,4 % младше 18 и 4,4 % старше 65 лет.